# Rio Musi
Rio Musi é o mais longo rio no sul da ilha de Samatra, na Indonésia. Tem cerca de 750 km de comprimento e drena a maior parte do território da província de Samatra do Sul. Nasce nos montes Barisan, segue a direção sudeste e, depois de ter atravessado a cidade de Palembang, capital da província, une-se a vários outros rios, entre eles o rio Banyuasin, para formar um grande delta e desaguar no estreito de Bangka, perto da cidade de Sungsang. 
O Musi é um rio navegável a grandes navios até Palembang, onde há grandes infraestruturas portuárias usadas principalmente para a exportação de petróleo, borracha e carvão.
A foz do rio Musi foi o local de um desastre aéreo, o do voo SilkAir 185, avião que caiu provocando a morte a 104 passageiros e tripulantes em 19 de dezembro de 1997 no que aparentou ser um suicídio-homicídio propositado.